# Louis E. Denfeld

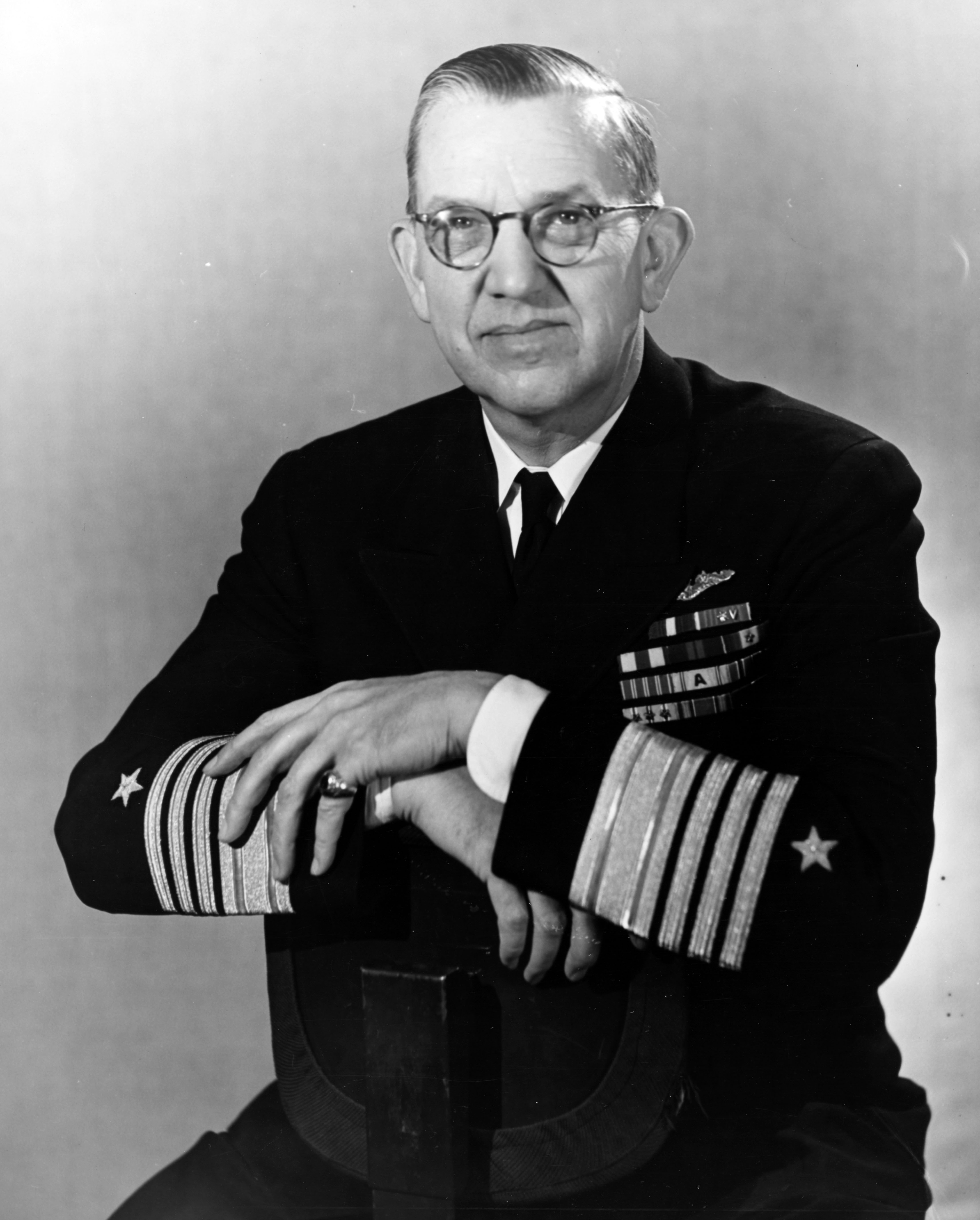
Louis E. Denfeld

Louis Emil Denfeld (* 13. August 1891 in Westborough, Massachusetts; † 28. März 1972 ebenda) war ein Admiral der United States Navy.
Denfeld wurde 1891 in Westborough geboren und schloss 1912 die United States Naval Academy ab. 1919 hatte er mit der USS McCall (DD-28) sein erstes Kommando inne, 1923 und 1924 fuhr er auf dem U-Boot USS S-24 (SS-129). Ab 1935 kommandierte er zwei Jahre die Destroyer Division 11.
1939 diente Denfeld unter dem Chief of Naval Operations William Daniel Leahy, danach kommandierte er bis 1941 die Destroyer Division 18 und Destroyer Squadron 1. Im Anschluss gehörte er dem Stab des Commander, Atlantic Fleet Support Force und im Bureau of Navigation. 1945 war er Kommandant der Battleship Division 9 und später des Bureau of Personnel. 1947 kommandierte er das United States Pacific Command und gleichzeitig die Pazifikflotte.
Am 28. Februar 1947 wurde Denfeld Militärgouverneur der Marshallinseln, der Karolinen und der Marianen.
Am 15. Dezember 1947 wurde Denfeld schließlich als Nachfolger von Chester W. Nimitz zum Chief of Naval Operations berufen. Seine Rolle im Aufstand der Admirale im Anschluss an den Abbruch des Flugzeugträger-Projektes United States kostete ihn schließlich diesen Posten. Am 1. November 1949 wurde er vom Secretary of the Navy Francis P. Matthews entlassen.
1972 starb Denfeld in Westborough, seinem Geburtsort. Ihm zu Ehren benannt sind die Denfeld Mountains, ein Gebirge in der Antarktis.

## Auszeichnungen
Auswahl der Dekorationen, sortiert in Anlehnung der Order of Precedence of the Military Awards:
- Navy Distinguished Service Medal
- Legion of Merit (2 x)